# Jesús Meza
Jesús Manuel Meza (Mérida, Venezuela, 6 de enero de 1986) es un exfutbolista venezolano que juega como centrocampista y su último club fue el Deportivo Rayo Zuliano de la Primera División de Venezuela.

## Trayectoria

### Inicios
La motivación de su padre fue lo que ayudó a Meza a cumplir su sueño de niño. Comenzó jugando en un equipo llamado Aeula, en donde hizo todas las categorías inferiores hasta llegar a la sub-20 del Estudiantes de Mérida, lugar en el que mostró por vez primera su talento a pesar de que los resultados del equipo no le acompañaron. Fue fichado por el Al Ittihad Aleppo de Siria y sólo jugó partidos amistosos ya que la Liga Siria permite que los equipos tengan 3 jugadores extranjeros, los dirigentes optaron por vender a Meza.

### Zamora Fútbol Club
Después de cinco meses vuelve a Venezuela, esta vez para el Zamora Fútbol Club en donde se dio más a conocer. Llega para el Torneo Clausura 2009 y su equipo terminó en la cuarta posición. Marca su primer gol con el equipo el 5 de abril de 2009 contra el Portuguesa. En su segunda temporada con Zamora hace su debut en torneo internacional en la Copa Sudamericana 2009 contra el Emelec y quedan eliminados en la primera ronda. Disputa veintinueve partidos y cuatro goles.
En la temporada 2010-2011 pasa a ser titular indiscutible del equipo. Se estrena en el arco el 19 de septiembre contra el Carabobo. Terminan siendo subcampeón de la Copa Venezuela 2010 perdiendo ante el Trujillanos F.C. y en el Torneo Apertura 2010 quedan en la penúltima posición. En la segunda mitad de la temporada el Zamora pasa a ser el equipo más destacado en donde comandaban jugadores como Vicente Suanno, Jonathan Copete, Moisés Galezo y Jesús Meza que tenía el rol de drible y pase de gol. El 26 de abril marca un gol agónico ante el Caroní a un minuto del final que los mantuvo en el primer puesto. Gracias a su movilidad, pases de gol y anotaciones, el equipo blanquinegro se apoderó del Torneo Clausura 2011. en la gran final. En la Liga sumó 2362 minutos y ocho goles. Fue elegido por el público como mejor jugador de la temporada. El entrenador José de Jesús Vera abandonó el Zamora, lo que produjo la salida de varios jugadores, entre ellos la de Jesús Meza.

### Atlas de Guadalajara
La excelente actuación en la temporada anterior, permite que dé su segundo salto al exterior. Debuta en México el 7 de agosto de 2011 contra el Deportivo Toluca después de entrar en el entretiempo. Vuelve a jugar la próxima jornada contra el Estudiantes Tecos y disputa los 90 minutos. El 15 de agosto padece varicela y vuelve a los entrenamientos dos semanas después. Después de la enfermedad sólo juega dos partidos sumando entre ellos sesenta y nueve minutos. A partir del último disputado, el 24 de septiembre, se queda tres meses sin jugar por decisiones técnicas y recurre a abandonar el Atlas.

### Caracas Fútbol Club
El 26 de diciembre de 2011 llega al Caracas Fútbol Club después de haber rechazado una oferta del Deportivo Táchira. En Caracas cumple la misma función que con Zamora, el jugador desequilibrante, el del pressing y el del último pase. Se estrena con el equipo rojo en la derrota del 15 de enero de 2012 ante el Trujillanos Fútbol Club en el estadio José Alberto Pérez de Valera disputando 80 minutos. Lo meten en el minuto 55 en el partido de Copa Libertadores 2012 contra el Peñarol para buscar un revulsivo. Mete su primer gol con el Caracas contra el Tucanes de Amazonas después de una pared con Ángelo Peña y esquivar a un rival. Marca su segundo gol contra el Carabobo de cabeza. El 18 de marzo en el estadio Olímpico de la UCV marca el mejor gol de su carrera contra el Aragua Fútbol Club y según periodistas clasificado como maradoniano. En la acción del gol se regatea a tres jugadores y casi al borde del área dispara a media altura, cruzado. Cuaja una buena temporada en donde disputó casi todos los minutos posibles y fue el referente ofensivo. En la tabla acumulada terminan en la segunda posición.
En el Torneo Apertura 2012 se estrena con gol en la primera jornada contra Llaneros de Guanare en un error del arquero rival que él aprovechó. Su segundo gol fue en la Copa Venezuela 2012 ante el Atlético Miranda en el partido de vuelta que contribuyó a lograr la remontada.

### Al Arabi SC
En 2013, el jugador venezolano fichó por una temporada con el equipo Catarí por 800.000 dólares.

### Aragua FC
En 2015, Meza vuelve al fútbol de su país, fichando por el Aragua Fútbol Club. Juega el torneo Adecuación del 2015 y Apertura 2016 con intermitencia debido a lesiones.

### Mineros de Guayana
Para el Torneo Clausura 2016 del Fútbol venezolano, es traspasado al Mineros de Guayana como refuerzo para suplantar la baja de Angelo Peña.
El día 29 de agosto de 2016, el club anuncia la desvinculación del jugar con la institución, junto con los jugadores Francisco Carabalí y Ángel Lezama, por motivos de presunta indisciplina.

## Selección nacional
Cuando era apenas un juvenil fue convocado a la selección de fútbol de Venezuela por el entonces director técnico Richard Páez, su primer partido con la selección de mayores lo disputó contra el seleccionado de Cuba en un encuentro amistoso que se jugó en el estadio Guillermo Soto Rosa de Mérida. En la era de Richard Páez, también fue convocado para jugar contra la selección de Nueva Zelanda. En 2011 fue llamado por César Farías para disputar un partido amistoso vs la Selección de España, partido celebrado en la ciudad de Puerto La Cruz, luego en ese mismo año es llamado a disputar la Copa América 2011 y jugó los veinticinco minutos finales ante Ecuador. En esta competición ganó la medalla de cobre al perder en el tercer y cuarto puesto contra Perú. Fue vuelto a tomar en cuenta para el 7 de octubre de 2011 contra Ecuador en las Eliminatorias a Brasil 2014 y participó en todo el partido.

## Clubes
| Club                    | País                 | Año               |
| ----------------------- | -------------------- | ----------------- |
| Estudiantes de Mérida   | Venezuela            | 2006 - 2008       |
| Al Ittihad Aleppo       | Siria                | 2008 - (Apertura) |
| Zamora FC               | Venezuela            | 2008 - 2011       |
| Atlas                   | México               | 2011 - (Apertura) |
| Caracas FC              | Venezuela            | 2011 - 2013       |
| Al Arabi SC             | Catar                | 2013 - 2014       |
| Al-Shaab                | EAU                  | 2014 - (Apertura) |
| Olympiakos Volou        | Grecia               | 2014 - (Clausura) |
| Budapest Honvéd         | Hungría              | 2015 - (Apertura) |
| Aragua FC               | Venezuela            | 2015 - 2016       |
| Mineros de Guayana      | Venezuela            | 2016 - (Clausura) |
| Club Barcelona Atlético | República Dominicana | 2017 - 2018       |
| Cibao FC                | República Dominicana | 2018              |
| Estudiantes de Mérida   | Venezuela            | 2018 - 2020       |
| Academia Puerto Cabello | Venezuela            | 2021              |
| Estudiantes de Mérida   | Venezuela            | 2022              |
| Rayo Zuliano            | Venezuela            | 2023              |

## Palmarés

### Títulos nacionales
| Título                    | Club                  | País                 | Año  |
| ------------------------- | --------------------- | -------------------- | ---- |
| Torneo Clausura           | Zamora                | Venezuela            | 2011 |
| Liga Dominicana de Fútbol | Cibao FC              | República Dominicana | 2018 |
| Torneo Apertura           | Estudiantes de Mérida | Venezuela            | 2019 |

### Títulos internacionales
| Título                        | Equipo(*)                        | Sede      | Año  |
| ----------------------------- | -------------------------------- | --------- | ---- |
| Copa América 2011 (4.º Lugar) | Selección de fútbol de Venezuela | Argentina | 2011 |

## Competiciones
| Competición                      | PJ  | Goles |
| -------------------------------- | --- | ----- |
| Primera División de Venezuela    | 195 | 31    |
| Primera División de México       | 7   | 0     |
| Liga Premier de Siria            | 3   | 0     |
| Liga de fútbol de Catar          | 10  | 3     |
| Primera División de UAE          | 8   | 1     |
| Segunda División de Grecia       | 11  | 3     |
| Primera División de Hungría      | 5   | 0     |
| Liga Dominicana de Fútbol        | 20  | 5     |
| Copa Libertadores                | 7   | 0     |
| Copa Sudamericana                | 2   | 0     |
| Liga de Campeones de la Concacaf | 2   | 0     |
| Campeonato de Clubes de la CFU   | 3   | 3     |
| Selección Nacional               | 6   | 0     |
| Total de Carrera                 | 279 | 43    |